# Idzbarski Młyn
Idzbarski Młyn (niem. Hirschberg-Mühle) – osada w Polsce, położona w województwie warmińsko-mazurskim, w powiecie ostródzkim, w gminie Ostróda.
Do 2024 r. miejscowość była częścią wsi Idzbark. W latach 1975–1998 Idzbarski Młyn administracyjnie należał do województwa olsztyńskiego.